# Wojciech Gasparski
Wojciech Władysław Gasparski (ur. 10 października 1936 w Warszawie, zm. 18 maja 2022 tamże – profesor, jeden z polskich prekursorów prakseologii, teorii systemów, naukoznawstwa, organizacji i zarządzania, etyki życia gospodarczego.
Professor Emeritus Akademii Leona Koźmińskiego. W latach 1999–2013 był dyrektorem Centrum Etyki Biznesu CEBI, jednostki wspólnej Akademii Leona Koźmińskiego w Warszawie oraz Instytutu Filozofii i Socjologii PAN, od 2013 był dyrektorem honorowym Centrum Etyki Biznesu i Innowacji Społecznych Akademii Leonma Koźmińskiego.

## Życiorys
Gasparski ukończył I Liceum Ogólnokształcące im. Juliusza Słowackiego w Chorzowie. Studia wyższe ukończył na Politechnice Śląskiej (1953–1958). Studia doktoranckie odbył w Zakładzie Prakseologii PAN (1965–1967). Pracę doktorską dotyczącą zastosowań prakseologii do procesów decyzyjnych w projektowaniu technicznym obronił w Instytucie Podstawowych Problemów Techniki PAN w 1969 roku. Rozprawę habilitacyjną poświęconą teorii projektowania w ujęciu prakseologicznym przedstawił na Wydziale Architektury Politechniki Warszawskiej, uzyskując stopień doktora habilitowanego w 1978 roku. Tytuł profesora nauk humanistycznych uzyskał w 1985 roku na wniosek Rady Naukowej Instytutu Filozofii i Socjologii PAN.
Przez szesnaście lat pełnił funkcje wiceprzewodniczącego i przewodniczącego Rady Naukowej Instytutu Filozofii i Socjologii PAN. W 1995 roku został profesorem Wyższej Szkoły Przedsiębiorczości i Zarządzania im. Leona Koźmińskiego (obecnie Akademia Leona Koźmińskiego) w Warszawie, w której pełnił funkcję prorektora ds. badań naukowych. Był dyrektorem Centrum Etyki Biznesu (CEBI) prowadzonego wspólnie przez IFiS PAN oraz Akademię Leona Koźmińskiego w Warszawie. Założyciel i członek honorowy Collegium Invisibile.
Jest pochowany na warszawskim cmentarzu Stare Powązki (kwatera 218, rząd 2, miejsce 25).

## Dorobek naukowy
Gasparski sformułował program prakseologii działań przygotowawczych, wzbogacił prakseologię o ujęcie prakseometryczne, a także zrekonstruował podejście systemowe w nauce współczesnej jako styl rozwiązywania problemów. Założył Pracownię Metodologii Projektowania, którą kierował przez 20 lat. Kierował Zakładem Prakseologii PAN i Zakładem Prakseologii i Naukoznawstwa IFiS PAN. Na podstawie programu metodologii nauk Kazimierza Ajdukiewicza opracował oryginalną koncepcję metodologii projektowania. Stworzył oryginalną interpretację filozofii Tadeusza Kotarbińskiego jako systemu filozofii praktyczności. Był jednym z założycieli, wieloletnim prezesem, a następnie prezesem honorowym Towarzystwa Naukowego Prakseologii.
Istotnym obszarem działalności Wojciecha Gasparskiego było naukoznawstwo. Był wieloletnim członkiem, przewodniczącym oraz honorowym członkiem Komitetu Naukoznawstwa PAN. Wojciech Gasparski był założycielem i dyrektorem oraz tutorem Collegium Invisibile – placówki kształcącej metodą tutorialną wybitnie utalentowanych studentów w zakresie nauk humanistycznych, społecznych, ekonomicznych i pedagogicznych. W 2004 roku otrzymał godność członka honorowego Collegium.
Wiele uwagi poświęcił zagadnieniom etyki w biznesie, gospodarce i zarządzaniu. Wprowadził tę problematykę jako subdyscyplinę filozoficzną na VI Polskim Zjeździe Filozoficznym oraz zorganizował po raz pierwszy w historii Polskich Zjazdów Filozoficznych odrębną sekcję poświęconą filozofii i etyce biznesu.
W 1994 roku zainicjował ogólnopolskie Seminarium Etyki w Biznesie, Gospodarce i Zarządzaniu (EBIGOZA), na którym prezentowane są projekty badawcze, wyniki badań oraz doświadczenia edukacyjne w zakresie etyki biznesu. Zainicjował powstanie Polskiego Stowarzyszenia Etyki Biznesu EBEN Polska i przewodniczył jego Radzie Programowej. W 1999 roku stworzył i został dyrektorem Centrum Etyki Biznesu CEBI, wspólnego przedsięwzięcia Akademii Leona Koźmińskiego i Instytutu Filozofii i Socjologii PAN. Centrum stanowi ośrodek badań i studiów na rzecz rozwoju etyki biznesu w Polsce oraz miejsce spotkań liderów biznesu i świata akademickiego.

## Członkostwo
Był członkiem rzeczywistym: Towarzystwa Naukowego Warszawskiego, Academy of Management (USA), International Society of Business, Economy and Ethics; Society of Business Ethics (USA), współzałożycielem i przewodniczącym Rady Programowej Polskiego Stowarzyszenia Etyki Biznesu (EBEN Polska) od 2017 r. członek honorowy, wiceprezesem Caux Round Table Polska, honorowym prezesem Towarzystwa Naukowego Prakseologii, członkiem honorowym Komitetu Naukoznawstwa PAN oraz członkiem honorowym Österreichische Studiengesellschaft für Kybernetik. Wygłaszał referaty na wielu konferencjach krajowych i zagranicznych.

## Odznaczenia i wyróżnienia
- Medal Mikołaja Kopernika Związku Banków Polskich.
- W 2013 r. za wybitne osiągnięcia w pracy naukowo-badawczej i działalności dydaktycznej, za zasługi na rzecz rozwoju nauki został przez prezydenta Bronisława Komorowskiego odznaczony Krzyżem Komandorskim Orderu Odrodzenia Polski, którym udekorowano go 3 maja 2013 r. podczas uroczystości na Zamku Królewskim z okazji Święta Narodowego 3 Maja[10][11].
- CEEMAN Champions Award in Responsible Management Education,
- Nominacja do European Faculty Pionier Award (Aspen Foundation & European Academy of Business and Society), 2006.
- Grand Prix w konkursie Etycznie do Europy (Stowarzyszenie Menedżerów w Polsce & Deloitte), 2004.
- Krzyż Oficerski Orderu Odrodzenia Polski nadany w 30 rocznicę działalności Komitetu Naukoznawstwa PAN 2000.
- Medal im. Prof. Stanisława Ochęduszki, Politechnika Śląska, 1999.
- Medal Komisji Edukacji Narodowej nadany w związku z utworzeniem Collegium Invisibile, 1998.
- Odznaka Honorowa za Zasługi dla Ochrony Pracy, 1997.
- Honorowy Prezes, Towarzystwo Naukowe Prakseologii, 1995.
- Złota Odznaka Towarzystwa Naukowego Organizacji i Kierownictwa, 1995.
- Honorary Membership, Oesterreichische Studiengesellschaft fur Kybernetik, 1986.

## Publikacje
Opublikował jako autor, współautor i edytor ponad trzysta prac, w tym blisko pięćdziesiąt książek; był redaktorem serii Praxiology: The International Annual of Practical Philosophy and Methodology (USA) oraz przewodniczącym rady redakcyjnej (przedtem redaktorem naczelnym) czasopisma Prakseologia i współredaktorem Projektowania i Systemów oraz Design Methods and Theories (USA), członkiem międzynarodowej rady redakcyjnej International Journal of General Systems oraz Theoretical Issues in Ergonomic Science.
- Filozofia praktyczności: Traktat o filozofii Tadeusza Kotarbińskiego oraz similaria, Wyd. IFiS PAN, Warszawa 2021
- red.z W. Kieżunem, Krytyczna teoria organizacji: Elementy filozofii i praktyki zarządzania, Poltext, Warszawa 2020[12].
- red Praxiological Essays: Texts and Contexts Praxiology: The International Annual of Practical Philosophy and Methodology, Vol. 25, Routledge, Taylor and Francis Group, New York and London.2017[13]
- rred wespól z P.  Makowskim,  M.  Boneckim i K.  Nowakiem-Posadzy Praxiology and the Reasons or Action, Transaction New Brunswick (USA) – London (UK), 2016.r
- red. wespół z T. Airaksinenem Desire: The Concept and Its Practical Context, Transaction New Brunswick (USA) – London (UK), 2016
- red. wespół z T. Orelem Designology: Studies on Planning for Action, Transaction New Brunswick (USA) – London (UK) 2014.
- red. wespół z K. Tchoniem A Treatise on Good Robots, Transaction New Brunswick (USA) – London (UK)  2014.
- red. wespół z Olli Loukola Environmental Political Philosophy, Transaction New Brunswick (USA) – London (UK), 2012.
- red. Biznes, etyka, odpowiedzialność Podręcznik Akademicki PWN Warszawa 2012
- red. wespół z Leo V. Ryanem i Stefanem Kwiatkowskim, Entrepreneurship: Values and Responsibility, Transaction New Brunswick (USA) – London (UK), 2011.
- red. wespól z Markiem Arszułowiczem, Whistleblowing: In Defense of Proper Action,Transaction New Brunswick (USA) - London (UK), 2010.
- Wykłady z etyki biznesu: Nowa edycja uzupełniona, WSPiZ, Warszawa 2007.
- red. wespół z T. Airaksinenem, Praxiology and the Philosophy of Technology, Transaction New Brunswick (USA) – London (UK),2007.
- red. wespół z R. Banajskim, A., Lewicką-Strzałecką, red., 2007, Filozofia Tadeusza Kotarbińskiego i jej współczesna recepcja, Towarzystwo Naukowe Prakseologii, Warszawa, 2007.
- red. wespół z: G. Lenssenem, B. Rokiem, P. Lacy, redakcja naukowa specjalnego numeru czasopisma Corporate Governance: The International Journal of Business in Society wydanego w związku z międzynarodową konferencją EABIS zorganizowaną w WSPiZ przez Centrum Etyki Biznesu, 2006.
- red., wespół z V. Alexandre'm, French and Other Perspectives in Praxiology, Transaction Publishers, New Brunswick (USA) – London (UK), 2005.
- red. Uczciwość w świecie finansów, WSPiZ, Warszawa 2004.
- red. wespół z J. Dąbrowskim, Creating Knowledge-based Economy, WSPiZ 2004.
- red. Europejskie standardy etyki i społecznej odpowiedzialności biznesu, WSPiZ 2003.
- Decyzje i etyka w lobbingu i biznesie, WSPiZ, Warszawa 2003.
- red. wespół z L.V. Ryanem i F.B.Nahserem, Praxiology and Pragmatism, Transaction Publishers, New Brunswick USA – London UK 2002.
- red. wespół z L. Zsolnayem, Ethics and the Future of Capitalism, Transaction Publishers, New Brunswick USA – London UK 2002.
- Prakseologia, Oficyna Wydawnicza Warszawskiej Szkoły Zarządzania, Warszawa 1999.
- wespół z J. Dietlem, red., Etyka biznesu, PWN, Warszawa, 1997, wyd. 2. 1998, wyd. 3. 2000
- wespół z L. V. Ryanem, red., Human Action in Business: Praxiological and Ethical Dimensions, Transaction Publishers, New Brunswick, N.J. (USA) – London (UK), 1996.
- wespół z Bela H. Banathy, Marek K. Mlicki, Social Agency: Dilemmas and Education, Transaction Publishers, New Brunswick, N.J. (USA) – London (UK),1995.
- wespół z Arne Collen, Design and Systems: General Applications of Methodology, Transaction Publishers, New Brunswick, N.J. (USA) – London (UK)1995.
- red. wespół z T. Airaksinen,. Practical Philosophy and Action Theory, Transaction Publishers, New Brunswick, N.J. (USA) – London (UK), 1993
- A Philosophy of Practicality: A Treatise on the Philosophy of Tadeusz Kotarbiński, Societas Philosophica Fennica, Helsinki, 1993
- red. wespół z Josiah Lee Auspitz, Mark K. Mlicki and Klemens Szaniawski, Praxiologies and the Philosophy oi Economics, Transaction Publishers, New Brunswick, N.J. (USA) – London (UK) 1992.
- wespół z T. Pszczołowskim, red., Praxiological Studies: Polish Contributions to the Science of Efficient Action, PWN – D. Reidel Publ. Co., Warszawa – Dordrecht, 1983.

## Doświadczenia naukowe
Wojciech Gasparski prowadził wykłady w Akademii Leona Koźmińskiego w Warszawie, wcześniej wykładał na Uniwersytecie Warszawskim (Centrum Studiów Amerykańskich), Politechnice Warszawskiej, Akademii Sztuk Pięknych w Warszawie, Warszawskiej Szkole Zarządzania. Jako Fulbright Fellow prowadził badania z zakresu metodologii projektowania i teorii systemów w State University of New York, także w City University w Londynie, Akademii Nauk w Moskwie. Współpracował z Saybrook Research Institute and Graduate School w San Francisco oraz Wydziałem Filozofii Uniwersytetu w Helsinkach i Instytutem Filozofii Czeskiej Akademii Nauk w Pradze.
Wypromował kilkudziesięciu magistrów i dziesięciu doktorów;  prowadził seminarium doktorskie w Akademii L. Koźmińskiego. Uczestniczył w licznych międzynarodowych konferencjach i kongresach (filozofii nauki, cybernetyki i teorii systemów, metodologii projektowania, teorii decyzji oraz etyki i społecznej odpowiedzialności biznesu). Wziął udział w XIV Międzynarodowej Konferencji Etyki Biznesu zorganizowanej przez DePaul University w Chicago (2007).

## Ważniejsze programy badawcze
- Understanding and Responding to Social Demands on Corporate Responsibility, partnerstwo w VI Programie Ramowym UE, 2004–2007.
- European Platform for Excellence in Corporate Social Responsibility, partnerstwo w VI Programie Ramowym UE, 2004–2007.
- Jakość jako zagadnienie etyczne: aspekty techniczne i ekonomiczne: grant prom. KBN nr 2H02C10024, 2003–2004.
- Ethics in Human Resource Management, European Commission No 63543-IC-1-2000-1-L-T-ERASMUS-MOD-1, współpartnerstwo z Uniwersytetem Wileńskim, 2000–2002.
- Etyka w polskiej gospodarce: percepcja, preferencje, normy, Grant KBN, IFiS PAN, 1996–1999.
- The Political Economy of European Union Enlargement, ACE Project P95-2106-R, Royal Institute of Institutional Affairs, Londyn, 1996–1997.
- Praxiological-Systemic Approach to Practical Problem Solving in Design and Management, EC Grant No ERB3510PL921229, City University, Londyn, 1993.
- Polsko-fiński program badawczy z zakresu prakseologii i filozofii praktycznej, IFiS PAN, Uniwersytet w Helsinkach, program wieloletni zapoczątkowany w połowie lat 80.
- Systems Theory and Methodology, Fulbright Scholarship, State University of NY at Binghamton, USA, 1981–1982.
- Distinguished Consulting Faculty w Saybrook Graduate School and Research Institute, San Francisco, USA, 1991–.
- Redaktor Naczelny, Praxiology: The International Annual of Practical Philosophy and Methodology, Transaction Publishers, USA, 1992.